# Lucius Fox
Lucius Fox is een wederkerend strippersonage uit de Batman stripboeken. Hij helpt Bruce Wayne aan technische snufjes die zijn alter ego Batman in gevechten met zijn vijanden zoals de Joker kan gebruiken.

## Carrière
Lucius Fox wordt beschouwd de "Midas Touch" te hebben, de eigenschap hebben om falende bedrijven toch nog succesvol te maken, en is daarom een zeer gewilde zakenman over de hele corporate wereld. Fox is ingeschakeld om de Wayne Enterprises succesvol te maken en brengt een balans aan zowel Bruce Wayne zijn particuliere en zakelijke financiën. In Batman Confidential maakt hij een prototype van de Batwing. Hij beheert ook de gegevens van de Stichting Wayne terwijl Bruce het algemene beleid van de organisatie bepaalt. Sindsdien is Fox telkens weer benaderd door andere bedrijven op zoek naar zijn deskundigheid. Na het overwinnen van de oorspronkelijke uitdaging om Wayne Enterprises in zijn oude glorie herstellen, heeft Fox gekozen om te blijven en heeft hij een ongeëvenaarde vrijheid in het bedrijf gekregen.

## In andere media

### Films
- Lucius Fox verschijnt in de Batman films van Christopher Nolan. Deze versie van Lucius Fox werd gespeeld door Morgan Freeman. Lucius Fox helpt Batman in de eerste film Batman Begins met zijn gadgets om te kunnen vechten. In de tweede film The Dark Knight weet Lucius Fox de digitale apparaten van de Joker in te komen. Ook verschijnt Lucius Fox in de laatste film The Dark Knight Rises als Batman's bondgenoot.

### Videospellen
- Lucius Fox verschijnt in het videospel Batman: Arkham Knight nadat hij in eerdere Arkham-spellen al meerdere keren werd genoemd als maker van Batman's gadgets. De stem van Lucius Fox werd ingesproken door Dave Fennoy.